# Seattle Storm
Seattle Storm ist ein Basketballfranchise der Women’s National Basketball Association aus Seattle, Washington. Es wurde im Jahr 1999 gegründet und nahm zum Beginn der Saison 2000 den Spielbetrieb auf.
Der Name des Teams, Storm, bezieht sich auf das regnerische Wetter von Seattle, wo das Franchise seine Heimspiele in der Climate Pledge Arena austrägt. Da diese von 2019 bis 2021 renoviert wurde, musste man in die Angel of the Winds Arena ausweichen. Nach einem schwierigen Start in der als spielstärkste Damen-Basketball-Liga der Welt geltenden WNBA, konnte Seattle Storm 2004 erstmals die Meisterschaft gewinnen. Weitere Titel folgten 2010, 2018 und 2020, wodurch das Team zu den erfolgreichsten aktiven Mannschaften der WNBA zählt. Die erfolgreichsten Spielerinnen des Franchises sind Sue Bird, die zwischen 2002 und 2022 im Team spielte, und Lauren Jackson, welche von 2001 bis 2012 im Team spielte. Bird war an allen vier Titelgewinnen beteiligt, Jackson an zwei.
Das Franchise wechselte seit seiner Gründung mehrfach den Besitzer und war bis 2008 immer gemeinsam mit dem NBA-Team Seattle SuperSonics im Besitz der gleichen Gesellschaft. 2008 wurde es das siebente unabhängige Franchise der Liga und ist seither im Besitz einer Eigentümergruppe rund um vier lokale Geschäftsfrauen (Force 10 Hoops, LLC), die mit dem Erwerb den Verbleib des Franchise in Seattle sicherten.

## Geschichte

### Gründung und Start in der WNBA (1999 bis 2000)
Aufgrund der Auflösung der American Basketball League im Jahr 1998 mussten die Seattle Reign ihren Spielbetrieb einstellen, wodurch die Stadt Seattle nach einer möglichen Alternative zu den Reign suchte. Nach der Ankündigung der Women’s National Basketball Association, die Liga im Juni 1999 um vier Mannschaften zu erweitern, sendete der damalige Bürgermeister der Stadt, Paul Schell, einen Brief an The Ackerley Group, damaliger Eigentümer der Seattle SuperSonics, mit der Bitte, sich für ein Damenbasketball-Franchise in der WNBA zu bewerben. Im Gegenzug war Schell bereit, die Miete für die KeyArena zu senken. Das Unternehmen rund um Barry Ackerley zeigte zwar Interesse an dem Angebot, lehnte es aber vorerst ab. In weiterer Folge knüpfte The Ackerley Group eine mögliche Bewerbung für ein WNBA-Franchise an vier Bedingungen. Die Stadt war bereit, drei der vier Punkte zu erfüllen (diese drei Punkte bezogen sich rein auf die Einnahmen und Ausgaben bei WNBA-Spielen), lehnte jedoch die Forderung zur Veranstaltung eigenständiger Konzerte in der KeyArena durch die The Ackerley Group ab. Trotz dieser Uneinigkeit beauftragte The Ackerley Group im Juni 1999 Karen Bryant mit der Sicherstellung eines WNBA-Franchise für die Unternehmensgruppe. Bryant war bereits zuvor als General Manager bei den Seattle Reign tätig. Im Juni 1999 verkündete Val Ackerman, damalige Präsidentin der WNBA, dass Seattle ein WNBA-Franchise bekommt, sofern bis zum 15. Oktober 1999 mindestens 5.500 Saisontickets verkauft werden. Im Juli ernannte die Klubführung Lin Dunn, die zuvor die Portland Power trainierte, zur ersten Trainerin und Managerin des Franchise.

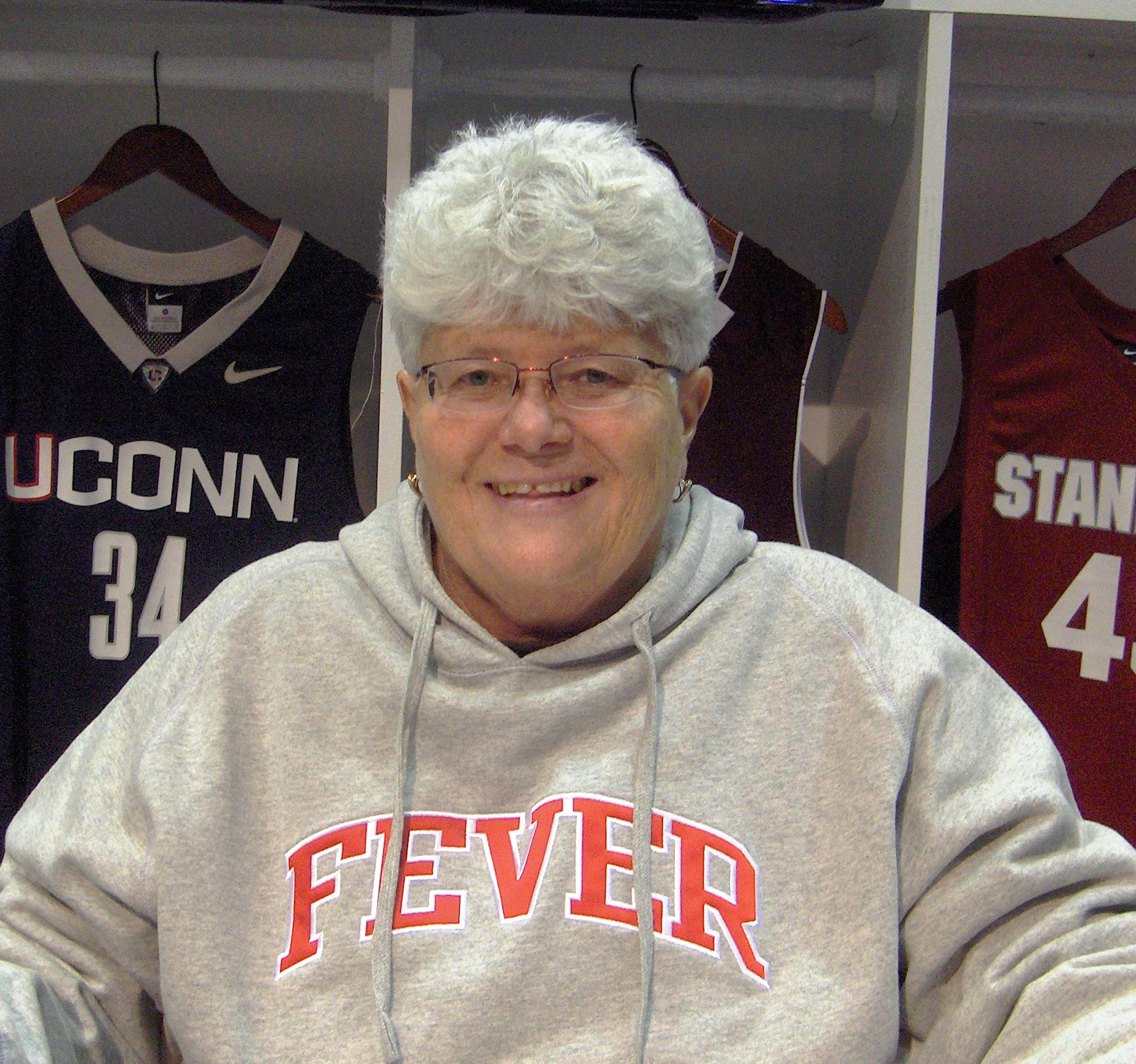
Lin Dunn war die erste Trainerin und Managerin des Franchise

Am 13. Oktober kam es zwischen der Stadt Seattle und The Ackerley Group nach langen Diskussionen zu einer Einigung bezüglich der Vermietung der KeyArena. In diesem Zusammenhang erließ die Stadt The Ackerley Group einen Großteil der offenen Kosten, die aufgrund des Lockouts in der NBA-Saison 1998/99 entstanden waren. Bis zum 15. Oktober verkaufte The Ackerley Group über 7.200 Saisontickets (1.700 mehr als benötigt), wodurch die Auflage der WNBA erfüllt und die Gründung eines WNBA-Franchise für Seattle gesichert wurde. Beim Verkauf der Saisontickets gab es auch Unterstützung von bekannten Persönlichkeiten, so kaufte unter anderem Gary Payton für sich und seine Familie Saisontickets. Zudem wurde versucht, durch gezielte Veranstaltungen den Ticketverkauf zu steigern – beispielsweise dribbelten Lin Dunn und Karen Bryant einen WNBA-Basketball 5,5 Meilen (ca. 8,85 Kilometer) durch die Innenstadt von Seattle. Am 22. Oktober wurde die Gründung aller vier neuen Franchises von der WNBA offiziell bestätigt. Nach der erfolgreichen Gründung wurden im Dezember beim Expansion Draft mit Edna Campbell, Sonja Henning, Angela Aycock, Nina Bjedov, Toni Foster und Charmin Smith die ersten Spielerinnen verpflichtet. Zu Beginn des Jahres 2000 wurde mit Storm der Name des Franchise bekanntgegeben. Wenige Tage nach der Bekanntgabe des Teamnamens wurde das Teamlogo vor über 2.000 Saisonticketkäufern in der KeyArena veröffentlicht. Am 25. April nahm Seattle Storm erstmals am WNBA Draft teil. Mit dem neunten Wahlrecht entschied sich das Franchise für die Tschechin Kamila Vodičková. In den weiteren Runden sicherte sich das Team unter anderem die Rechte an Charisse Sampson, Kirra Jordan und Katrina Hibbert.
Die Saison 2000 begann Seattle Storm – wie bei Expansion Teams üblich – mit einem sportlich schwach besetzten Kader. Im ersten WNBA-Spiel am 31. Mai 2000 unterlag das Team den Sacramento Monarchs mit 60:76 Punkten. Katrina Hibbert verwandelte dabei den ersten Feldkorb der Franchise-Geschichte. Ihr erstes Heimspiel bestritt das Team bereits am Folgetag gegen den amtierenden Meister aus Houston. Das Heimspiel, bei dem auch das Team-Maskottchen Doppler vorgestellt wurde, gewannen die Houston Comets mit 77:47 in Punkten. Nachdem die ersten vier Spiele verloren gingen, gelang dem Franchise der erste Sieg am 13. Juni im Auswärtsspiel gegen die Charlotte Sting. Vier Tage darauf gewann das Team sein erstes Heimspiel gegen die Los Angeles Sparks. Das Franchise gewann insgesamt lediglich sechs von 32 Spielen und beendete damit die Saison als schlechtestes Team der Liga.

### Erste Jahre (2001 bis 2002)

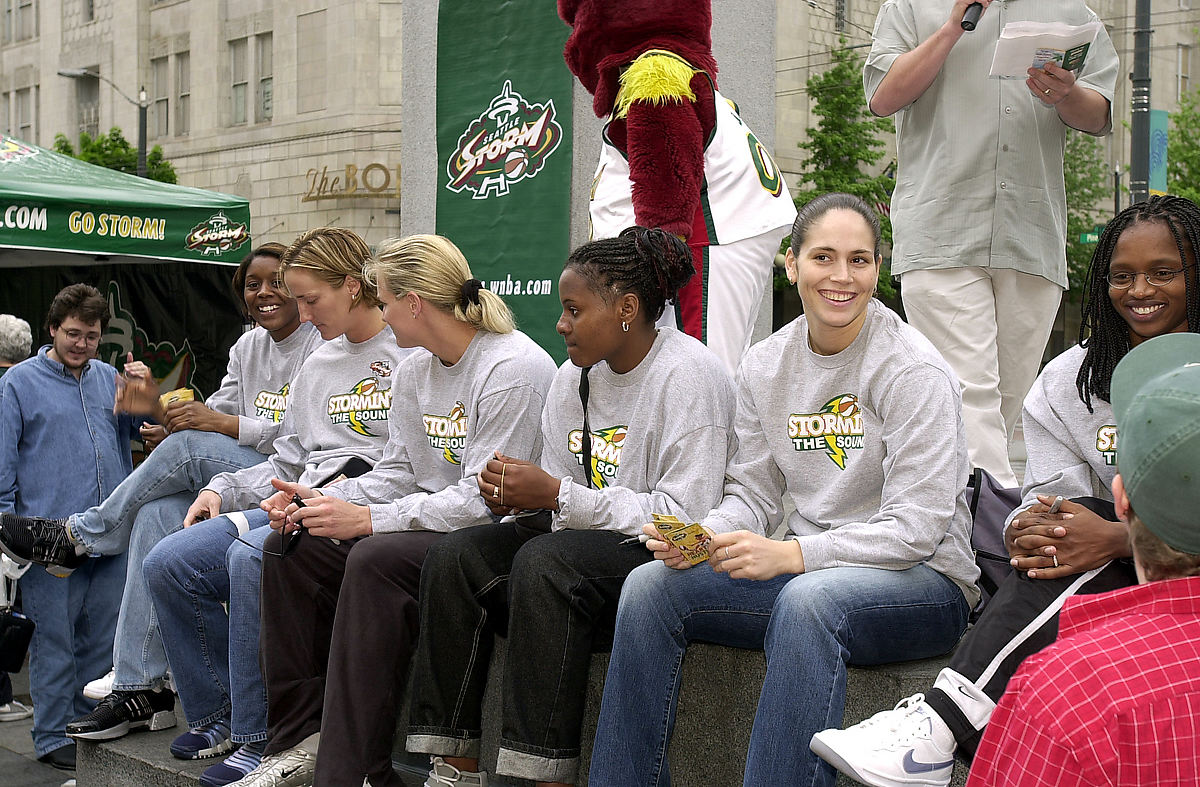
Spielerinnen von Seattle Storm im Jahr 2002

Vor Beginn der Saison 2001 wurde Seattle Storm gemeinsam mit den Seattle SuperSonics für 200 Millionen Dollar an The Basketball Club of Seattle, einer privaten Investorengruppe rund um Howard Schultz, verkauft. Da das Team die vergangene Saison mit der schlechtesten Bilanz der Liga beendete, wurde ihm das erste Wahlrecht beim Draft 2001 zugesprochen. Das Franchise entschied sich beim Draft für die 19-jährige Australierin Lauren Jackson, die bei den Olympischen Sommerspielen 2000 in Sydney erstmals auf sich aufmerksam machte, als sie die australische Basketballnationalmannschaft bis ins Finale führte. Lin Dunn äußerte sich nach dem Draft über die Australierin: „Lauren Jackson is not only the top player in this year’s draft, she is one of the elite players in the world.“ (sinngemäße Übersetzung: „Lauren Jackson ist nicht nur eine der besten Spielerinnen des diesjährigen Drafts, sie gehört zur Spielerelite der Welt.“). Die zweite Saison begann für den Klub mit einem Heimsieg über die Phoenix Mercury. In diesem Spiel erzielte sie mit 21 Punkten die meisten Punkte. Am 11. Juli fand das alljährliche All-Star Game der Liga statt, zu dem Jackson als erste Spielerin des Franchise nominiert wurde. Obwohl Seattle Storm mit vier Siegen in den ersten sechs Spielen gut in die Saison gestartet war, reichte es am Ende nur zu zehn Siegen in 32 Spielen, was erneut die schlechteste Bilanz der Liga darstellte.
Die Reihenfolge für den Draft 2002 wurde am 13. November 2001 durch die Draft-Lotterie bestimmt. Da es sich hierbei um eine gewichtete Lotterie handelt, hatte der Klub aufgrund der schlechtesten Bilanz der Liga die besten Chancen das erste Wahlrecht zu erhalten und gewann schließlich die Lotterie. Man entschied sich dann für Sue Bird, den Point Guard der University of Connecticut, und erhoffte sich mit der Verpflichtung eine deutliche Leistungssteigerung im Vergleich zum Vorjahr. Obwohl Bird die in sie gesteckten Erwartungen erfüllen konnte, startete der Klub mittelmäßig in die Saison 2002. Die reguläre Saison beendete das Franchise letztendlich mit 17 Siegen in 32 Spielen, womit es erstmals den Großteil seiner Spiele gewann. Damit belegte die Mannschaft den vierten Platz der Western Conference und qualifizierte sich somit erstmals für die Playoffs. Dort traf Seattle Storm in der ersten Runde auf die in der Setzliste an erster Stelle stehenden Los Angeles Sparks. Die Sparks gewannen die Serie klar mit 2:0 Spielen. Trotz dieser Niederlage war mit dem Erreichen der Playoffs und den soliden Leistungen von Jackson und Bird, die beide für das All-Star Game nominiert wurden, ein klarer Aufwärtstrend erkennbar.
Am 13. September 2002 trat Dunn als Cheftrainerin und Managerin von Seattle Storm zurück. In der Folge übernahm Bill McKinney den Posten des Managers und wurde auch mit der Trainersuche beauftragt. Mitte Dezember stellte die Klubführung mit Anne Donovan die neue Trainerin des Franchise vor.

### Gewinn der ersten Meisterschaft (2003 bis 2004)

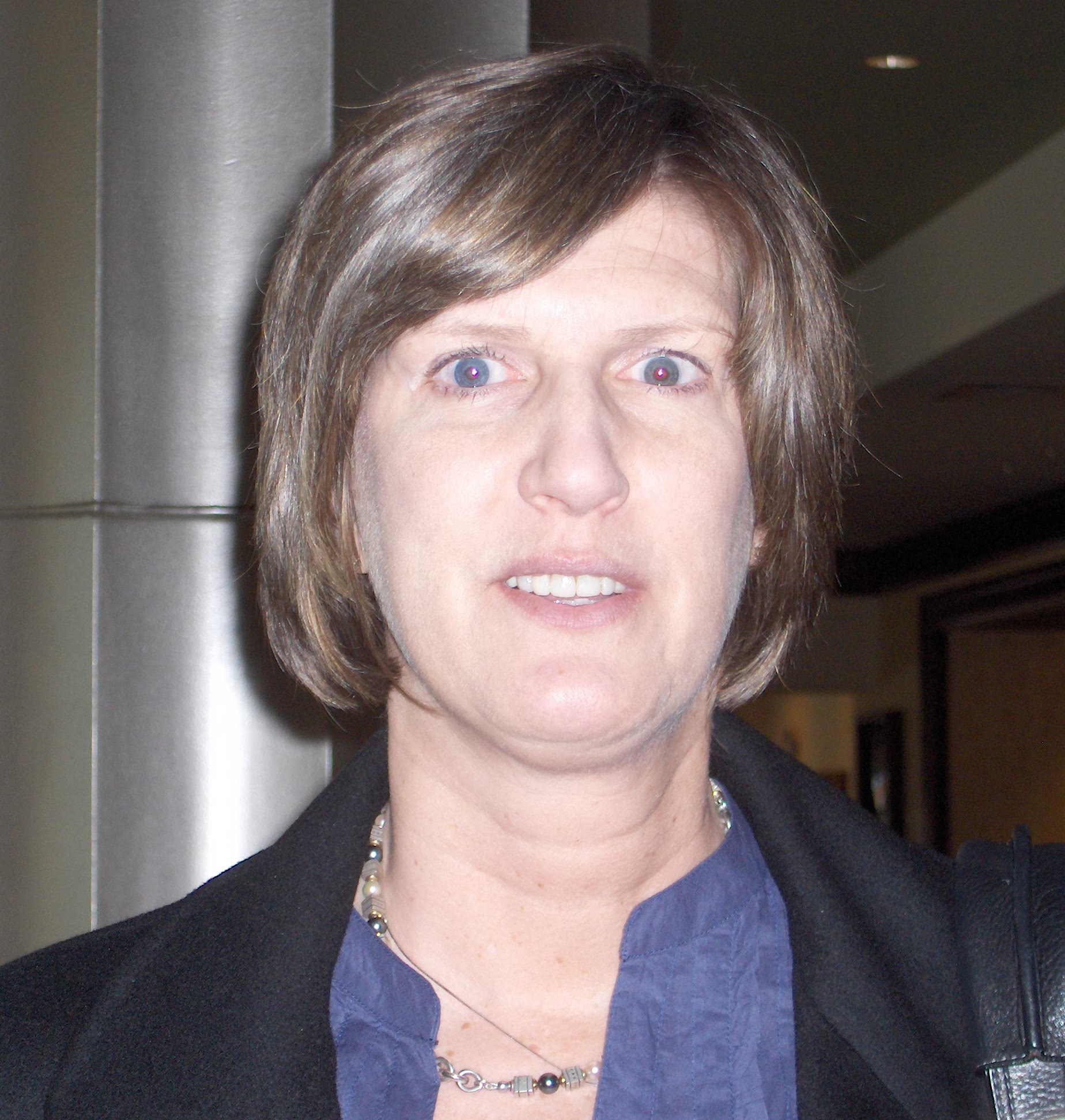
Anne Donovan, Trainerin des Franchise von 2003 bis 2007

Vor der Saison 2003 stellten mit den Miami Sol und Portland Fire zwei Franchises ihren Spielbetrieb ein. Die Auflösungen nutzte das Franchise, indem es mehrere Spielerinnen der beiden Mannschaften verpflichtete. Aufgrund des Umbruchs im Franchise war die Erwartungshaltung von Donovan zu Beginn der Saison eher gering. Sie selbst vertrat die Ansicht, dass die Mannschaft ihr volles Potenzial nicht vor Juni ausnutzen würde. Nach einem schwachen Start in die Saison arbeitete sich Seattle langsam in die Playoff-Ränge vor. Obwohl der Klub die Saison erneut mit einer positiven Bilanz beendete (18 Siege in 34 Spielen), qualifizierte er sich letztendlich nicht für die Playoffs. Jackson beendete die Saison mit einem Punkteschnitt von 21,2 (bester Schnitt der Liga), sowie einem Reboundschnitt von 9,3 (viertbester Schnitt der Liga). Für ihre herausragenden Leistungen wurde sie am Ende der Saison mit dem Most Valuable Player Award ausgezeichnet. Seattle Storm hatte im Laufe der Saison viel Verletzungspech, so spielte Bird, die gemeinsam mit Jackson in das All-WNBA First Team und All-Star Game gewählt wurde, die meiste Zeit mit einer Knieverletzung. Zudem musste Kamila Vodičková, die ihre bisher beste Saison spielte, die Saison aufgrund eines Supinationstraumas im linken Fuß vorzeitig beenden.
Aufgrund der Auflösung der Cleveland Rockers fand vor der Saison 2004 erneut ein Dispersal Draft statt, bei dem sich die restlichen Mannschaften der WNBA die Rechte an den Spielerinnen der Rockers sichern konnten. Seattle Storm entschied sich für Betty Lennox, die 2000 mit dem Rookie of the Year Award ausgezeichnet wurde. Zudem transferierte das Franchise sein Wahlrecht in der ersten Runde des Drafts 2004 gemeinsam mit Amanda Lassiter zu den Minnesota Lynx, im Austausch für die erfahrene Sheri Sam und Center Janell Burse. Mit diesem Tausch erfüllte Donovan ihr Ziel, für den Fall eines verletzungsbedingten Ausfalls eine erfahrene Flügelspielerin und einen Ersatz-Center für Vodičkováden zu verpflichten. Die meisten Experten waren der Ansicht, dass der Klub die Saison im besten Fall auf Platz drei beenden wird, Mitglied der Basketball Hall of Fame Ann Meyers sah das Franchise aus Seattle nur auf dem siebten und letzten Platz der Western Conference. Ähnlich wie in der vergangenen Saison dominierte der Verein den Großteil seiner Heimspiele, konnte allerdings Auswärts kaum Erfolge erzielen. Der Klub sicherte sich letztendlich einen Spieltag vor Ende der regulären Saison den zweiten Rang in der Western Conference und schnitt damit deutlich besser ab als prognostiziert. Mit dem zweiten Platz (20 Siege in 34 Spielen) qualifizierte er sich für die Playoffs, wo der Klub in der ersten Runde die Minnesota Lynx mit 2:0 besiegte. In der Folge gewann das Franchise auch die Western Conference Finals gegen die Sacramento Monarchs mit 2:1 in Spielen. In den Finals traf Seattle Storm auf die Connecticut Sun, die aufgrund der besseren Bilanz in der regulären Saison Heimvorteil hatten. Seattle schlug Connecticut mit 2:1 in Spielen und gewann damit erstmals die WNBA-Meisterschaft. Nach dem finalen Spiel wurde Lennox zur wertvollsten Spielerin der Finalserie ernannt. Darüber hinaus war Donovan die erste Trainerin der WNBA, die eine WNBA-Meisterschaft gewann.

### Mäßige Erfolge und Verkauf des Franchise (2005 bis 2009)

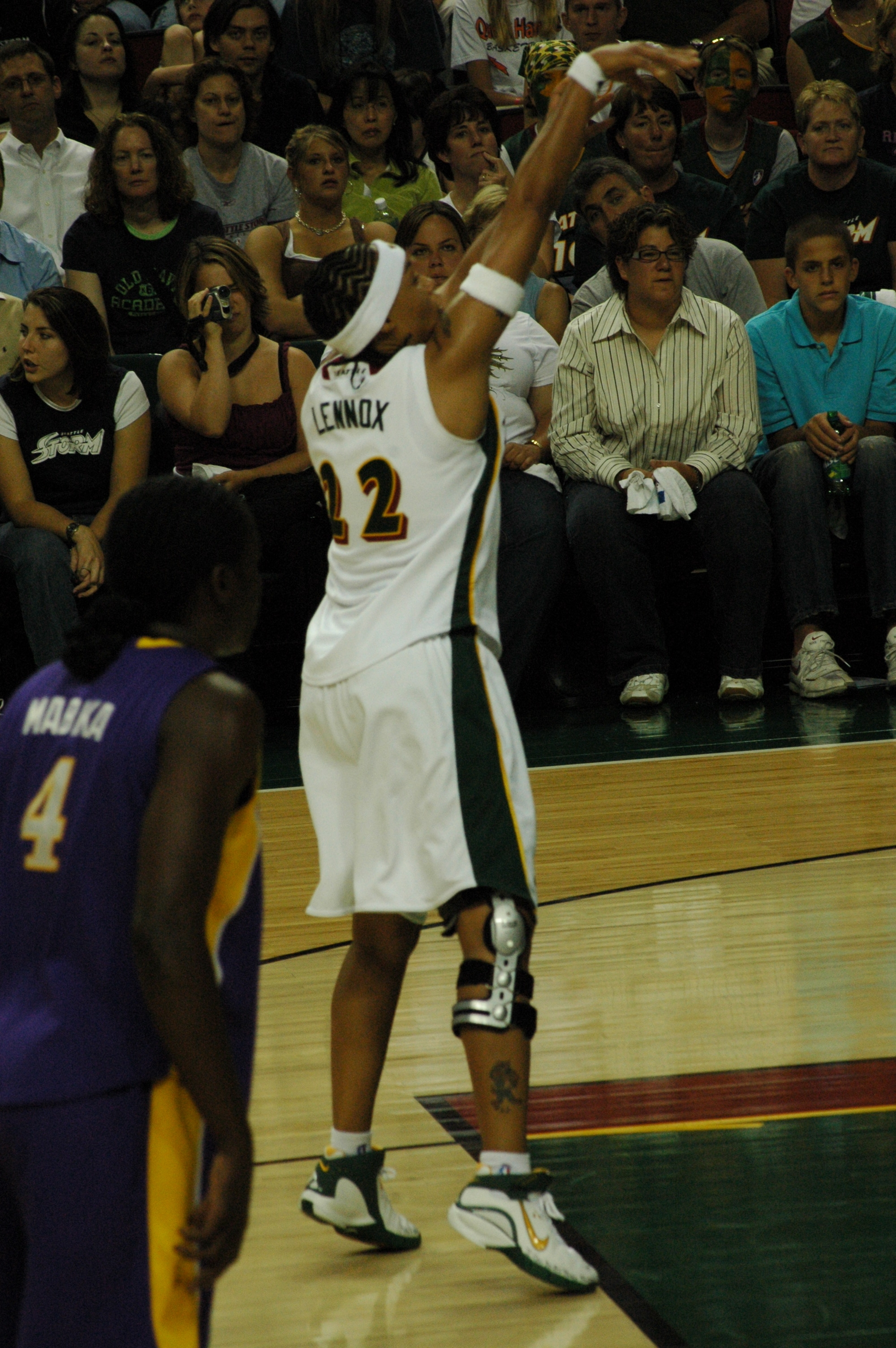
Betty Lennox 2006

Nach dem Gewinn der Meisterschaft verließen mit Kamila Vodičková, Tully Bevilaqua und Sheri Sam drei Schlüsselspielerinnen die Mannschaft. Im Gegenzug verlängerte die Klubführung die Verträge mit Betty Lennox, Lauren Jackson und Janell Burse, die für Vodičková in die Startformation vorrückte. Zudem wählte die Vereinsführung mit Tanisha Wright an der zwölften Gesamtposition im Draft 2005 eine defensiv starke Spielerin aus. Trotz der vielen Abgänge beendete das Franchise die reguläre Saison erneut auf dem zweiten Platz der Western Conference (20 Siege in 34 Spielen). Nach dem letzten Spiel der regulären Saison erklärte Donovan, dass ihr Vertrag mit den Storm verlängert wurde. In den Playoffs scheiterte das Franchise trotz Heimvorteil bereits in der ersten Runde an den Houston Comets. Im Laufe der Saison wurden Bird, Jackson und Burse, die bei der Wahl zur meist verbesserten Spielerin der Saison auf dem zweiten Platz landete, jeweils zur Spielerin der Woche ernannt. Darüber hinaus wurden Bird und Jackson in das All-WNBA First Team und in die Startformation des All-Star Games gewählt.

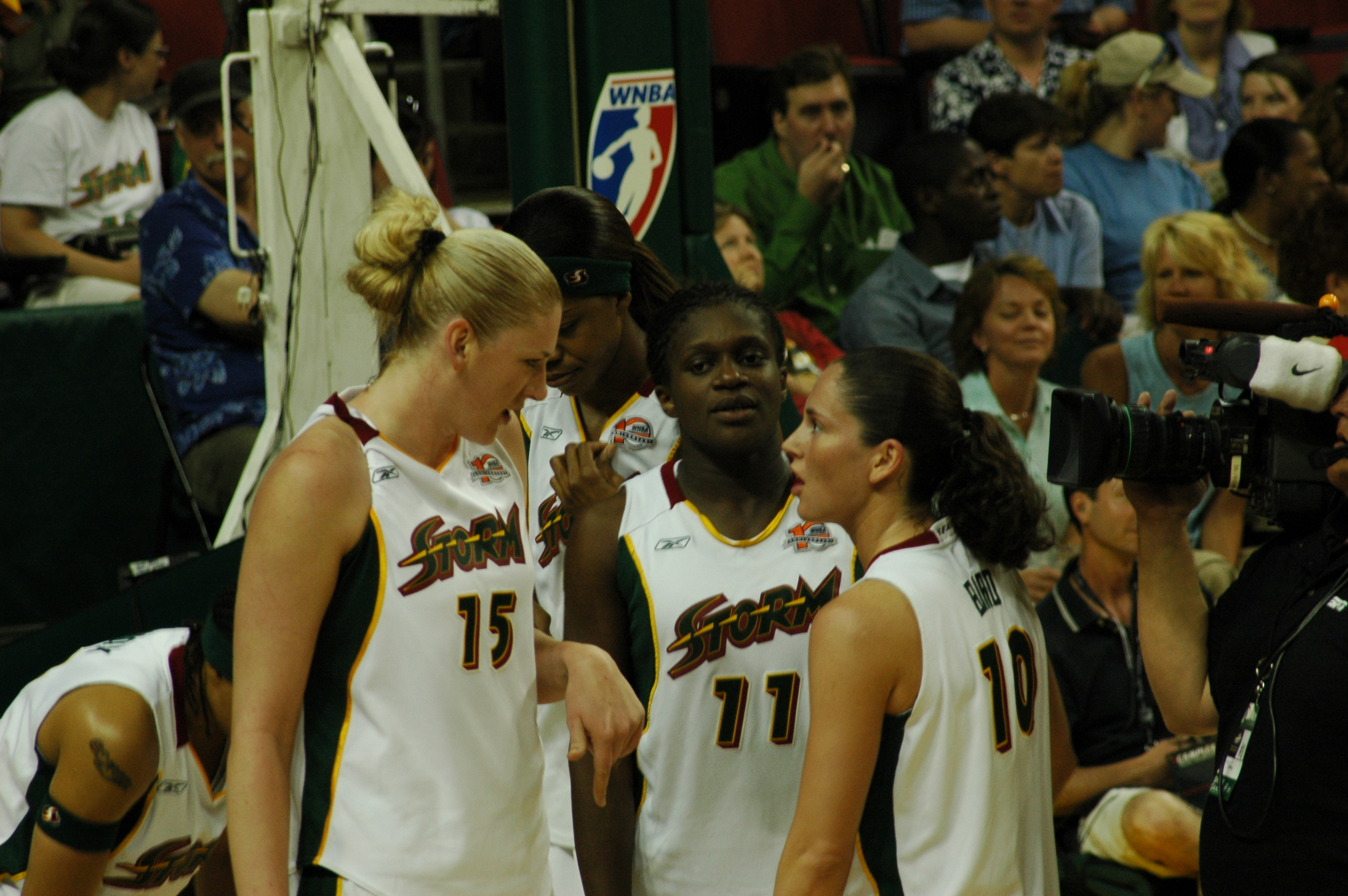
Lauren Jackson (#15) mit Sue Bird (#10) 2006

Die Saison 2006 verlief im Vergleich zu den beiden vorherigen weniger erfolgreich. Dies hing vor allem mit den Ausfällen mehrerer Schlüsselspielerinnen zusammen. Zudem konnte Lauren Jackson wegen einer Schienbeinverletzung nicht ihr volles Potenzial abrufen. Aufgrund der geringen Kadertiefe konnte die Mannschaft diese Ausfälle nur schwer kompensieren. Inmitten der Saison ehrte die WNBA die besten Spielerinnen der ersten zehn Jahre, darunter befanden sich mit Lauren Jackson und Sue Bird auch zwei Spielerinnen des Seattle Storm. Die reguläre Saison beendete das Franchise letztendlich auf dem vierten (18 Siege in 34 Spielen) und somit letzten Playoff-Platz. Dort traf der Klub in der ersten Runde auf die in der Setzliste an erster Stelle stehenden Los Angeles Sparks, die die Serie mit 2:1 für sich entschieden. Abseits des Sports sorgte der Verkauf des Franchise für Schlagzeilen. The Basketball Club of Seattle verkaufte das Franchise gemeinsam mit den Seattle SuperSonics für 350 Millionen Dollar an The Professional Basketball Club LLC, einer Eigentümergruppe aus Oklahoma City. Die ehemaligen Eigentümer gaben die renovierungsbedürftige KeyArena sowie Verluste in Millionenhöhe (in diesem Zusammenhang wurde auch auf den zu teuren Leasingvertrag der Spielstätte verwiesen) als Hauptgründe für den Verkauf des Franchise an.
Die Saison 2007 verlief sehr ähnlich wie die vorherige und Seattle Storm durchlebte viele Höhen und Tiefen. Die Saison war vor allem von den herausragenden Leistungen von Lauren Jackson gekennzeichnet, die am Ende der Saison zur wertvollsten Spielerin und besten Verteidigerin ernannt wurde. Obwohl Jackson mit dem besten Punkteschnitt (23,8) und Reboundschnitt (9,7) der Liga eine persönlich sehr erfolgreiche Saison absolvierte, kam das Franchise mit 17 Siegen in 34 Spielen nicht über den vierten Platz der Western Conference hinaus. Während der Klub erneut einen Großteil seiner Heimspiele gewann (zwölf Heimsiege), verließ er auswärts meist als Verlierer den Platz. In den Playoffs schied Seattle erneut in der ersten Runde aus, dieses Mal gegen die Phoenix Mercury. Die weniger erfolgreiche Saison war erneut geprägt von vielen Verletzungen, so verpasste Bird vier Spiele aufgrund einer Knieverletzung, während Burse kurz vor Ende der Saison an der linken Schulter operiert wurde und somit in den Playoffs nicht verfügbar war. Zudem hing das Angriffsspiel zu stark von Jackson und den restlichen Spielern der Startformation ab, die über 85 % der Punkte erzielten. Kurz nach Ende der Saison gab Donovan trotz eines laufenden Vertrags nach fünf Spielzeiten als Cheftrainerin ihren Rücktritt bekannt.
Im Januar 2008 verkaufte Clay Bennet, Vorsitzender des The Professional Basketball Club, LLC, das Franchise an eine Eigentümergruppe aus Seattle, die sich Force 10 Hoops, LLC nennt. Dieser Verkauf trennte Seattle Storm von den SuperSonics, die in der Zwischenzeit nach Oklahoma City umgesiedelt wurden, und sicherte den Verbleib des Franchise in Seattle. Einen Tag nach dem Verkauf stellte die Klubführung mit Brian Agler den neuen Cheftrainer des Franchise vor. Noch vor Beginn der Saison 2008 veränderte sich der Kader des Franchise merklich, so verlor es Betty Lennox beim Expansiondraft an die Atlanta Dream. Dieser Verlust wurde mit der Verpflichtung von All-Star Swin Cash, und den beiden ehemaligen Saison-MVPs Sheryl Swoopes und Yolanda Griffith mehr als kompensiert. Bird, Jackson, Cash, Swoopes und Griffith hatten gemeinsam betrachtet zu diesem Zeitpunkt neun WNBA-Meisterschaften gewonnen, sechs MVP Auszeichnungen erhalten und an 26 All-Star Spielen teilgenommen. Damit stellte der Klub in der Saison 2008 eine der stärksten Mannschaften der gesamten Liga. Die reguläre Saison beendete das Franchise mit 22 Siegen in 34 Spielen nur knapp hinter den San Antonio Silver Stars. In den Playoffs scheiterte der Klub bereits in der ersten Runde an den Los Angeles Sparks mit 1:2 in Spielen.
Nach dem enttäuschenden Aus in der ersten Runde der Playoffs baute die Klubführung den Kader erneut um, so wurden die Verträge von Swoopes und Griffith nicht verlängert. Im Gegenzug verlängerte das Franchise den Vertrag von Tanisha Wright und verpflichtete darüber hinaus Point Guard, Shannon Johnson, Suzy Batkovic-Brown und Burse, die die Saison 2008 aufgrund einer Verletzung ausgesetzt hatte. Die reguläre Saison beendete der Verein mit 20 Siegen in 34 Spielen erneut auf dem zweiten Platz der Western Conference. In der ersten Runde trafen Seattle zum dritten Mal innerhalb von vier Jahren auf die Los Angeles Sparks. Ohne Jackson, die wegen einer Operation am Knöchel ausfiel, tat sich die Mannschaft äußerst schwer, gegen die Sparks zu punkten, und schied zum fünften Mal in Folge bereits in der ersten Runde aus. Trotz dieses frühen Ausscheidens gab es einige positive Entwicklungen innerhalb des Franchise, so entwickelte sich Wright zu einer der besten Verteidigerinnen der Liga, was sich auch in ihrer ersten Nominierung in das WNBA All-Defensive First Team widerspiegelte. Zudem beendete Bird die Saison mit dem höchsten Durchschnitt an Assists (5,8) der Liga und wurde als Peak Performer ausgezeichnet. Des Weiteren standen mit Bird, Cash und Jackson erstmals drei Storm-Spielerinnen in der Startformation eines All-Star Games, in dem Cash zur wertvollsten Spielerinnen ernannt wurde.

### Gewinn der zweiten Meisterschaft (2010 bis 2013)
Am 21. April 2010 verkündete die Vereinsführung, dass sie einen längerfristigen Sponsorvertrag mit Microsoft abgeschlossen hat. Diese Vereinbarung sichert laut Karen Bryant dem Franchise Einnahmen von über einer Million Dollar. Damit befindet sich mit Bing, einer Websuchmaschine von Microsoft, erstmals ein Sponsor auf den Trikots des Storm.
In der Saison 2010 blieb erstmals seit längerer Zeit ein größerer Kaderumbau aus. Mit 28 Siegen in 34 Spielen und einer zwischenzeitlichen Siegesserie von 13 Spielen, beendete das Franchise die reguläre Saison erstmals auf dem ersten Platz der Western Conference. Für diese herausragende Saison wurde Brian Agler als erster Trainer des Franchise zum Trainer des Jahres gewählt. Darüber hinaus wurde Lauren Jackson zum bereits dritten Mal zur wertvollsten Spielerin der regulären Saison ernannt. In der ersten Playoff-Runde traf die Mannschaft zum vierten Mal in fünf Jahren auf die Los Angeles Sparks. Im Gegensatz zu den vorherigen drei Begegnungen ging das Team aus Seattle diesmal als Sieger hervor. In den Western Conference Finals setzte sich der Klub mit 2:0 in Spielen gegen die Phoenix Mercury durch und schaffte somit erstmals seit 2004 wieder den Einzug in die WNBA Finals, wo die Mannschaft auf Atlanta Dream traf. In den Finals schlug das Franchise Atlanta Dream mit 3:0 in Spielen und gewann damit zum zweiten Mal die Meisterschaft. Zur wertvollsten Spielerin der Finals wurde Lauren Jackson ernannt.
Vor der Saison 2011 verpflichtete die Klubführung die siebenfache All-Star Game Teilnehmerin Katie Smith von den Washington Mystics. Als Ausgleich erhielten die Mystics Jasmine Thomas, sowie ein Erstrundenwahlrecht für den WNBA Draft 2012. Des Weiteren wurden die Verträge von Camille Little und Swin Cash verlängert, wodurch die Startformation im Vergleich zu den beiden vorherigen Saisons erneut unverändert blieb. In der regulären Saison konnten die Storm nicht ganz an die Erfolge aus der vorherigen anknüpfen und beendeten die Saison letztendlich hinter den Minnesota Lynx auf dem zweiten Platz der Western Conference. In den Playoffs schieden sie in der ersten Runde, trotz zwischenzeitlicher 1:0-Führung mit 1:2 in Spielen gegen die Phoenix Mercury, aus.
Bereits während der Saison 2011 verkündete Lauren Jackson, dass sie sich 2012 in erster Linie auf die Nationalmannschaft und die Olympischen Spiele 2012 in London konzentrieren möchte. Somit stand sie dem Franchise in der gesamten ersten Saisonhälfte nicht zur Verfügung. Mit dem Wissen, dass Jackson die Mannschaft erst in der zweiten Saisonhälfte verstärken wird entschied sich das Management dafür den Kader zu verjüngen. Am 2. Januar 2012 wurden die beiden Veteraninnen Swin Cash und Le'coe Willingham zu den Chicago Sky für den zweiten Draft-Pick im WNBA Draft 2012 transferiert. Mit diesem Tausch schaffte das Franchise zusätzlichen Freiraum zu der von der Liga vorgeschriebenen Gehaltsobergrenze (salary cap), was der Geschäftsführung einen größeren finanziellen Spielraum am Free Agent-Markt ermöglichte. Das Management des Storm verpflichtete in weiterer Folge die beiden ehemaligen All-Stars Ann Wauters und Tina Thompson. Zudem nutzte das Franchise den zweiten Draft-Pick um Shekinna Stricklen unter Vertrag zu nehmen. Zu Saisonbeginn blieb die Mannschaft deutlich hinter den Erwartungen zurück – es wurden sieben der ersten acht Spiele verloren. Trotzdem blieb Agler ruhig und meinte gegenüber der Presse, dass sich die Mannschaft im weiteren Verlauf noch deutlich steigern wird. Diese Aussage sollte sich bewahrheiten, als die Mannschaft mit einer Bilanz von 9 Siegen und 10 Niederlagen in die Olympiapause ging. Nach der Pause konnte die Mannschaft erstmals auf ihren vollen Kader zurückgreifen, allerdings war das Franchise zu diesem Zeitpunkt mit deutlichem Abstand zur Spitze sowie zu den hinteren Mannschaften auf der vierten Tabellenposition platziert. Das Franchise beendete die reguläre Saison mit 16 Siegen in 34 Spielen auf dem vierten Platz, wodurch sie in den Playoffs auf die Minnesota Lynx trafen, die die reguläre Saison mit der besten Bilanz beendeten. Das Franchise verlor gegen die Lynx, in einer sehr ausgeglichenen Serie, mit 1:2 in Spielen.
Die Saison 2013 verlief fast identisch mit der vorherigen. Nach einer Steigerung um einen Sieg wurde die reguläre Saison mit einer ausgeglichenen Bilanz wieder auf dem vierten Platz beendet und wieder endeten die Saison in der ersten Playoff-Runde mit einer Niederlage gegen die Minnesota Lynx. Dies war das achte Scheitern in der ersten Playoff-Runde in den letzten neun Saisons für das Team.

### Neuanfang nach erfolglosen Jahren (seit 2014)
In den Saisons 2014 und 2015 war das Team sportlich noch weniger erfolgreich. Mit 12 bzw. 10 Siegen wurden die Playoffs deutlich verpasst. Aber das Team hatte das Glück in der Draft-Lotterie zweimal den ersten Draft-Pick zu erhalten und somit die Grundlage für ein wieder erfolgreiches Team zu legen. Der erste dieser beiden Draft-Picks wurde für Jewell Loyd genutzt, die auch als Rookie of the Year von der Liga geehrt wurde. Die gleiche Ehrung erhielt der nächste dieser Draft-Picks Breanna Stewart nach der Saison 2016. 2016 erreichte das Team aus Seattle mit der drittbesten Bilanz der Western Conference erstmals seit der Saison 2013 wieder die Playoffs. In der ersten Runde des neuen Playoff-Systems unterlag man dem Team aus Atlanta. Auch in der Saison 2017 erreichten die Storm trotz einer negativen Bilanz wieder die Playoffs. Wie schon häufig endeten die Playoffs nach der ersten Runde, diesmal waren die Phoenix Mercury die Gegner.
2018 spielten die Storm unter Führung der Routinierin Sue Bird und Breanna Stewart, die die Ehrung als beste Spielerin der Liga nach der Saison erhielt, eine sehr starke Spielzeit. In der regulären Saison gewann das Team 26 von 34 Spielen und war damit erfolgreichstes Team der Liga. Dadurch hatte das Team Freilose in den ersten beiden Playoff-Runden. Im Halbfinale konnte man sich in fünf Partien gegen das Team der Phoenix Mercury durchsetzen. In den WNBA-Finals traf man auf die Washington Mystics die nach drei Spielen geschlagen werden konnten.
Die Storm konnten bis 2020 nur in den drei Meisterschaftssaisons Playoff-Serien gewinnen, scheiterten aber mittlerweile elfmal in der Auftaktrunde. Diese bemerkenswerte Serie endete 2019. Die Storm erreichten zum 15. Mal in 20 Saisons die Playoffs, scheiterten aber nach einem Erfolg in der 1. Runde in der 2. Runde am Team der Los Angeles Sparks.
In der corona-betroffenen Spielzeit 2020 verloren die Storm nur vier Spiele in der regulären Saison und beendeten diese als zweitbestes Team. Nach den Freilosen in den ersten beiden Playoff-Runden wurden in den Semifinals die Lynx und in den WNBA-Finals die Aces jeweils 3:0 geschlagen, so dass das Team die vierte Meisterschaft ohne Playoff-Niederlage holte. Mit dem vierten Titel schloss das Team zu den Houston Comets und den Minnesota Lynx als erfolgreichste Teams der WNBA auf. 2021 spielten die Storm eine gute Saison, scheiterten aber überraschend in der 2. Playoff-Runde an dem Team aus Phoenix. Auch in der Saison 2022 spielte das Team eine gute reguläre Saison, scheiterte aber nach einem Erfolg gegen die Mystics im Halbfinale an dem späteren Meister, den Las Vegas Aces.

## Spielstätten
| Saison | Heim- spiele      | Zuschauer- zahl   | Zuschauer- schnitt | WNBA Schnitt      |
| ------ | ----------------- | ----------------- | ------------------ | ----------------- |
| 2000   | 16                | 142.594           | 8.912              | 9.074             |
| 2001   | 16                | 095.257           | 5.954              | 9.075             |
| 2002   | 16                | 111.774           | 6.986              | 9.228             |
| 2003   | 17                | 120.857           | 7.109              | 8.800             |
| 2004   | 17                | 135.320           | 7.960              | 8.613             |
| 2005   | 17                | 150.760           | 8.868              | 8.172             |
| 2006   | 17                | 145.142           | 8.538              | 7.490             |
| 2007   | 17                | 135.396           | 7.964              | 7.750             |
| 2008   | 17                | 140.503           | 8.265              | 7.948             |
| 2009   | 17                | 133.858           | 7.874              | 8.039             |
| 2010   | 17                | 141.472           | 8.322              | 7.834             |
| 2011   | 17                | 147.196           | 8.649              | 7.955             |
| 2012   | 17                | 127.266           | 7.489              | 7.457             |
| 2013   | 17                | 118.671           | 6.981              | 7.531             |
| 2014   | 17                | 114.181           | 6.717              | 7.578             |
| 2015   | 17                | 110.767           | 6.516              | 7.318             |
| 2016   | 17                | 122.912           | 7.230              | 7.655             |
| 2017   | 17                | 130.975           | 7.704              | 7.716             |
| 2018   | 17                | 137.846           | 8.109              | 6.769             |
| 2019   | 17                | 128.548           | 7.562              | 6.535             |
| 2020   | COVID-19-Pandemie | COVID-19-Pandemie | COVID-19-Pandemie  | COVID-19-Pandemie |
| 2021   | 16                | 41.715            | 2.607              | 2.620             |
| 2022   | 18                | 191.367           | 10.631             | 5.646             |
| 2023   | 20                | 178.581           | 8.929              | 6.615             |
| 2024   | 20                | 223.684           | 11.184             | 9.807             |
| Gesamt | 411               | 3.226.642         | 7.794              | 7.634 (seit 2000) |

Seattle Storm trägt seine Heimspiele seit seiner Gründung in der KeyArena (heute: Climate Pledge Arena), einer 17.072 Zuschauer fassenden Halle, aus. Die Arena wurde 1962 im Rahmen der Weltausstellung Century 21 Exposition unter dem Namen Washington State Pavilion eröffnet. Nach der Weltausstellung wurde die Halle umgebaut und in Washington State Coliseum umbenannt. Zwischen 1994 und 1995 wurde die Arena komplett renoviert. Am 11. April 1995 wurde die KeyCorp Namenssponsor der Arena, welche den Namen der Halle auf KeyArena änderte. Die Storm teilten sich die Arena bis 2008 mit den Seattle SuperSonics. Im Moment tragen neben dem Storm auch die Seattle University Redhawks sowie die Rat City Rollergirls ihre Heimspiele in der KeyArena aus.
Von 2019 bis 2021 trugen die Seattle Storm ihre Heimspiele vorübergehend im Alaska Airlines Arena at Hec Edmundson Pavilion aus, da die ehemalige KeyArena umfangreich renoviert wurde. Als zweiter Spielort wurde die Angel of the Winds Arena in Everett genutzt.

### Zuschauerzahlen

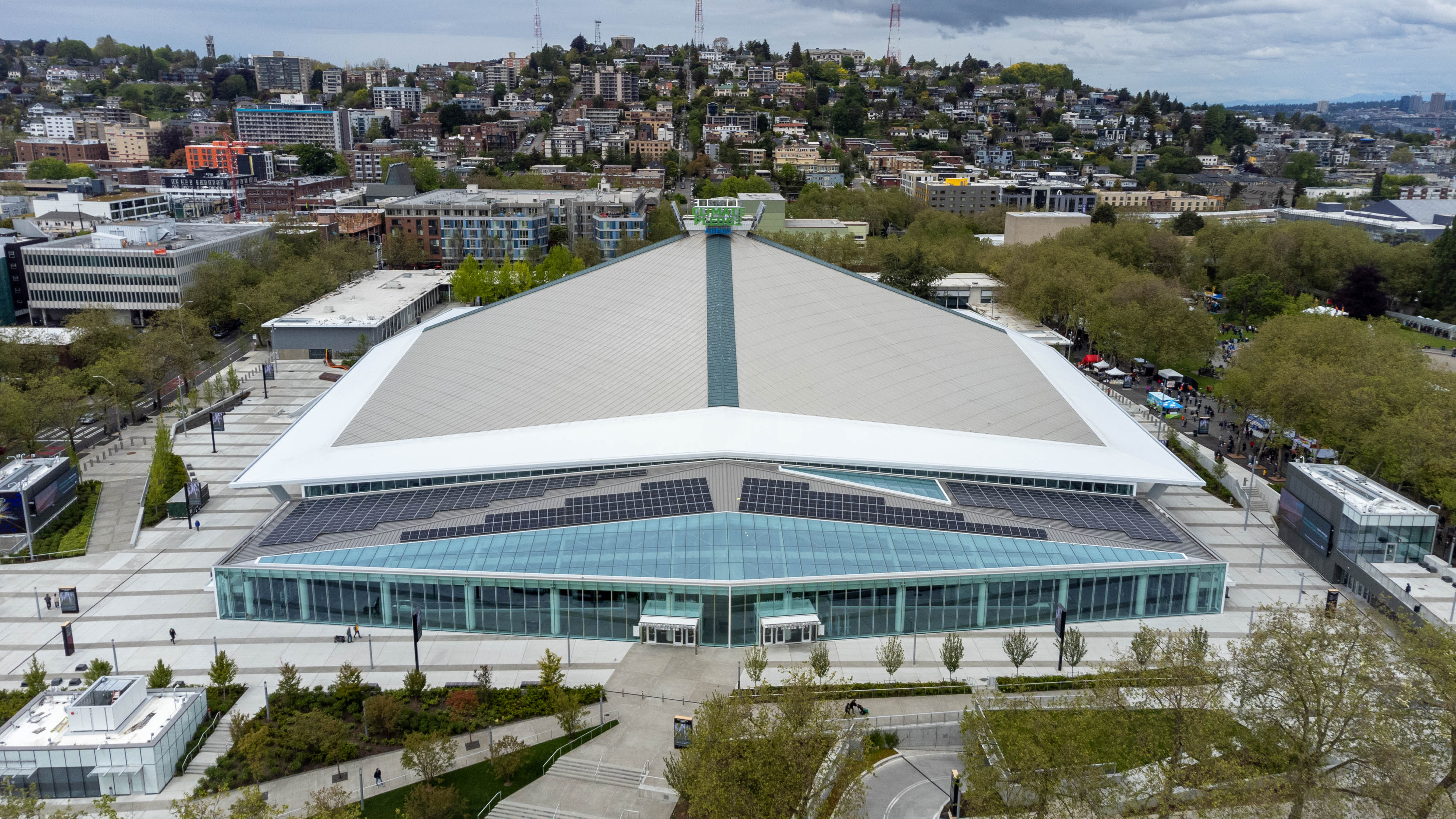
Die Climate Pledge Arena (2022)

In der ersten Saison besuchten durchschnittlich 8.912 Zuschauer die Heimspiele des Seattle Storm, dies ist auch nach der Saison 2015 weiterhin die Bestmarke des Teams. Aufgrund der mäßigen Erfolge in der ersten Saison fiel der Zuschauerschnitt in der darauffolgenden Saison auf ein Allzeittief von 5.954. Nachdem das Franchise 2001 Lauren Jackson und 2002 Sue Bird an der ersten Stelle im WNBA Draft auswählte stieg die Qualität der Mannschaft deutlich, was sich in weiterer Folge auch positiv auf die Zuschauerentwicklung auswirkte.
Nachdem Seattle Storm 2004 die Meisterschaft gewann, überschritt man 2005 mit einem Zuschauerschnitt von 8.868 erstmals seit 2000 die Marke von 8.000. Insgesamt besuchten 2005 150.760 Zuschauer die 17 Heimspiele der Storm, was auch nach der Saison 2017 den Allzeitrekord für das Franchise darstellt. Dank des guten Kaders kam es in den folgenden Spielzeiten zu keinen größeren Schwankungen mehr. Zwischen 2006 und 2010 besuchten durchschnittlich ca. 8.000 Zuschauer die Heimspiele des Seattle Storm. Nachdem nach der zweiten Meisterschaft im Jahr 2010 die sportlichen Leistungen nachließen, sank auch der Zuschauerzuspruch wieder ab und erreichte im Jahr 2015 den zweitschlechtesten Wert der Storm-Geschichte. In den folgenden Saisons steigerte sich der Zuschauerschnitt wieder und übertraf in der Meisterschaftssaison 2018 nach sechs Jahren wieder den Liga-Schnitt.
Eine Eintrittskarte kostet in der Saison 2017 zwischen 19 und 59 US-Dollar.

## Erfolge und Ehrungen

### Sportliche Erfolge
| Titel                    | Saison                                         |
| WNBA-Meisterschaft       | 2004, 2010 und 2018                            |
| Western-Conference-Titel | 2004, 2010 und 2018* (* nach regulärer Saison) |

Den ersten großen Erfolg in der noch jungen Franchise-Geschichte feierte Seattle Storm in der Saison 2004, als er zum ersten Mal die Meisterschaft gewann. Dabei besiegte die Mannschaft in der Finalserie die Connecticut Sun im entscheidenden dritten Spiel. Der nächste große Erfolg folgte 2010, als der Klub den Grunddurchgang erstmals als beste Mannschaft mit 28 Siegen in 34 Spielen beendete. Daraufhin gewann das Team in den Playoffs jedes Spiel und sicherte sich so zum zweiten Mal die Meisterschaft. Im Jahr 2018 konnte das Team die WNBA-Meisterschaft zum dritten Mal gewinnen. Damit zählt Seattle Storm nach den Minnesota Lynx zu den aktiven Franchises mit den meisten Meistertiteln.

### Individuelle Auszeichnungen
All-Star Game MVP: Die Auszeichnung für die herausragendste Spielerin im All-Star Game erhielt als bisher einzige Spielerin des Storm Swin Cash.
- 2009 – Swin Cash
- 2011 – Swin Cash

Coach of the Year Award: Brian Agler erhielt 2010 als erster Coach des Seattle Storm die Auszeichnung als bester Trainer des Jahres.
- 2010 – Brian Agler

Defensive Player of the Year Award: Die Auszeichnung für die herausragendste defensive Spielerin der regulären Saison erhielt 2007 Lauren Jackson. 2019 erhielt Natasha Howard die Auszeichnung.
- 2007 – Lauren Jackson
- 2019 – Natasha Howard

Finals MVP Award: 2004 gewann das Franchise erstmals die Meisterschaft. In den Finals wurde für manche überraschend die junge Betty Lennox zum Finals MVP gewählt. Beim Gewinn der Meisterschaft 2010 wurde Lauren Jackson zur wertvollsten Spielerin der Finalserie ernannt. Breanna Stewart wurde zum Finals MVP ernannt, als der Storm ihren dritten Titel in der Saison 2018 gewann.
- 2004 – Betty Lennox
- 2010 – Lauren Jackson
- 2018 – Breanna Stewart
- 2020 – Breanna Stewart

Most Valuable Player Award: Lauren Jackson war 2003 die erste Nicht-Amerikanerin die diesen Award gewinnen konnte. 2007 und 2010 konnte sie diese Auszeichnung ein weiteres Mal gewinnen. Breanna Stewart wurde 2018 die zweite Storm Spielerin, die als beste Spielerin der WNBA geehrt wurde.
- 2003 – Lauren Jackson
- 2007 – Lauren Jackson
- 2010 – Lauren Jackson
- 2018 – Breanna Stewart

Kim Perrot Sportsmanship Award: Sue Bird gewann als bisher einzige Spielerin des Storm den Kim Perrot Sportsmanship Award, die jene Spielerinnen auszeichnet, die während der Saison aufgrund ihres hohen sportlichen Standards und vorbildliches Benehmens auffielen. Sie wurde 2017 zum zweiten Mal und 2018 zum dritten Mal ausgezeichnet.
- 2011 – Sue Bird
- 2017 – Sue Bird
- 2018 – Sue Bird

Peak Performer: Nachdem Lauren Jackson bereits zweimal Top-Scorer der Liga war, erhielt sie 2007 für den besten Punkte- und Reboundsschnitt der gesamten Liga gleich zwei Auszeichnungen in dieser Kategorie. 2009 gewann Point Guard Sue Bird ihren ersten von mittlerweile zwei Awards, als sie den höchsten Assistsschnitt der Liga erzielte.
- 2003 – Lauren Jackson (Punkte)
- 2004 – Lauren Jackson (Punkte)
- 2007 – Lauren Jackson (Punkte)
- 2007 – Lauren Jackson (Rebounds)
- 2009 – Sue Bird (Assists)
- 2016 – Sue Bird (Assists)
- 2022 – Breanna Stewart (Punkte)
- 2023 – Jewell Loyd (Punkte)

Rookie of the Year Award: Bisher ging die Auszeichnung des besten Neulings nur zweimal nach Seattle, obwohl das Team bereits viermal den Top-Draft-Pick hatte. Zweimal konnten Spielerinnen, die als Nummer 1 gedraftet wurden, die Erwartungen des Drafts voll erfüllen und wurden in ihrer ersten Saison als Rookie of the Year geehrt.
- 2015 – Jewell Loyd
- 2016 – Breanna Stewart

Most Improved Player Award: Natasha Howard wurde 2018 als erste Spielerin der Storm zur am meisten verbesserten Spielerin der WNBA gewählt.
- 2018 – Natasha Howard

WNBA All-Decade Team: Anlässlich des zehnten Geburtstages der WNBA im Jahr 2006 wählten Fans, Medienvertreter, aktuelle Spielerinnen und Trainer die zehn Spielerinnen, die den stärksten Einfluss auf den Erfolg der WNBA hatten. Mit Sue Bird und Lauren Jackson wurden gleich zwei Storm-Spielerinnen ausgewählt.
- 2006 – Sue Bird, Lauren Jackson

WNBA's Top 15 Players of All Time:
Zum 15-jährigen Jubiläum der Liga wurde eine entsprechende Liste der 15 bedeutendsten WNBA-Spielerinnen erstellt. Diese enthielt neben allen Spielerinnen des All-Decade Teams fünf weitere Spielerinnen. Insgesamt waren fünf dieser fünfzehn Spielerinnen in diesen fünfzehn Saisons für Seattle aktiv.
- 2011 – Sue Bird, Lauren Jackson, Yolanda Griffith, Katie Smith und Sheryl Swoopes

WNBA Top 20@20:
Zum 20-jährigen Jubiläum der Liga wurde eine Liste der 20 bedeutendsten WNBA-Spielerinnen erstellt. Insgesamt waren sieben dieser zwanzig Spielerinnen in Seattle in diesen zwanzig Saisons für Seattle aktiv.
- 2016 – Sue Bird, Swin Cash, Lauren Jackson, Yolanda Griffith, Katie Smith, Sheryl Swoopes und Tina Thompson

### All-WNBA Team-, All-Defensive Team- und All-Rookie Team-Berufungen
| Auszeichnung                   | Name            | Saison (Anzahl)                              |
| All-WNBA First Team            | Sue Bird        | 2002, 2003, 2004, 2005, 2016 (5)             |
| All-WNBA First Team            | Lauren Jackson  | 2003, 2004, 2005, 2006, 2007, 2009, 2010 (7) |
| All-WNBA First Team            | Breanna Stewart | 2018, 2020, 2021, 2022 (4)                   |
| All-WNBA First Team            | Natasha Howard  | 2019 (1)                                     |
| All-WNBA Second Team           | Sue Bird        | 2008, 2010, 2011 (3)                         |
| All-WNBA Second Team           | Lauren Jackson  | 2005 (1)                                     |
| All-WNBA Second Team           | Jewell Loyd     | 2016 (1)                                     |
| All-WNBA Second Team           | Breanna Stewart | 2016 (1)                                     |
| WNBA All-Defensive First Team  | Lauren Jackson  | 2007, 2009 (2)                               |
| WNBA All-Defensive First Team  | Tanisha Wright  | 2009, 2010, 2011, 2013, 2014 (5)             |
| WNBA All-Defensive First Team  | Natasha Howard  | 2018, 2019 (2)                               |
| WNBA All-Defensive First Team  | Alysha Clark    | 2020 (1)                                     |
| WNBA All-Defensive First Team  | Breanna Stewart | 2022 (1)                                     |
| WNBA All-Defensive Second Team | Lauren Jackson  | 2005, 2008, 2010 (3)                         |
| WNBA All-Defensive Second Team | Swin Cash       | 2011 (1)                                     |
| WNBA All-Defensive Second Team | Breanna Stewart | 2016, 2020, 2021 (3)                         |
| WNBA All-Defensive Second Team | Alysha Clark    | 2019 (1)                                     |
| WNBA All-Defensive Second Team | Ezi Magbegor    | 2022, 2023 (2)                               |
| WNBA All-Defensive Second Team | Gabby Williams  | 2022 (1)                                     |
| WNBA All-Rookie Team           | Jewell Loyd     | 2015 (1)                                     |
| WNBA All-Rookie Team           | Ramu Tokashiki  | 2015 (1)                                     |
| WNBA All-Rookie Team           | Breanna Stewart | 2016 (1)                                     |
| WNBA All-Rookie Team           | Jordan Horston  | 2023 (1)                                     |

Seit der Gründung des Basketballfranchises schafften es fünf Spielerinnen des Franchise in eines der All-WNBA Teams und sechs ins All-Defensive Team.
Die WNBA stellt nach jeder Saison ein Team, das All-WNBA First Team, mit den besten Spielerinnen der WNBA-Saison zusammen. Zudem wird noch ein All-WNBA Second Team gewählt. Als erste Spielerin schaffte es Sue Bird im Anschluss an die Saison 2002 in das All-WNBA First Team. In der darauffolgenden Saison wurde mit Lauren Jackson eine weitere Storm-Spielerin in das All-WNBA First Team gewählt. Insgesamt wurde Lauren Jackson siebenmal und Sue Bird viermal in das All-WNBA First Team gewählt.
Seit der Saison 2005 stellt die WNBA zudem das WNBA All-Defensive First Team, mit den besten Verteidigerinnen der WNBA-Saison, auf. Auch hier gibt es wie beim All-WNBA Team ein WNBA All-Defensive Second Team. Lauren Jackson schaffte es 2005 als erste Storm-Spielerin in das WNBA All-Defensive Second Team. 2007 wurde sie das erste Mal in das WNBA All-Defensive First Team gewählt. Eine weitere Berufung in das First-Team folge im Jahr 2009. Neben Jackson schaffte es mit Tanisha Wright eine weitere Storm-Spielerin in das First Team gewählt zu werden. Bisher war sie insgesamt fünfmal (2009, 2010, 2011, 2013, und 2014) Teil des First Teams. Darüber hinaus wurde 2011 Swin Cash, in ihrer letzten Saison für die Storm, in das WNBA All-Defensive Second Team gewählt.
Seit der Saison 2005 stellt die WNBA außerdem das WNBA All-Rookie Team, mit den besten Neulingen der WNBA-Saison, auf. Nach der Saison 2015 wurden mit Jewell Loyd und Ramu Tokashiki erstmals zwei Storm-Spielerinnen in das WNBA-All-Rookie Team gewählt.

### WNBA All-Star-Game-Nominierungen
| Name            | Saison (Anzahl)                                                                    | davon in Startformation |
| Lauren Jackson  | 2001, 2002, 2003, 2005, 2006, 2007, 2009 (7)                                       | 5                       |
| Sue Bird        | 2002, 2003, 2005, 2006, 2007*, 2009, 2011, 2014, 2015, 2017, 2018, 2021, 2022 (13) | 12                      |
| Swin Cash       | 2009, 2011 (2)                                                                     | 2                       |
| Tina Thompson   | 2013 (1)                                                                           | 0                       |
| Breanna Stewart | 2017, 2018, 2021, 2022 (4)                                                         | 3                       |
| Jewell Loyd     | 2018, 2019, 2021, 2022 (4)                                                         | 2                       |
| Natasha Howard  | 2019 (1)                                                                           | 0                       |

* Absage wegen Verletzung

Insgesamt wurden bisher mit Lauren Jackson, Sue Bird, Swin Cash, Tina Thompson, Breanna Stewart, Jewell Loyd und Natasha Howard sieben Spielerinnen von Seattle Storm durch die Fans aufgrund ihrer Beliebtheit ins WNBA All-Star Game gewählt bzw. aufgrund ihrer Leistungen durch die Trainer nominiert. 2004, 2008, 2012 und 2016 fand aufgrund der Olympischen Sommerspiele bzw. 2010 wegen der Basketball-Weltmeisterschaft kein WNBA All-Star Game statt.
Als erste Spielerin des Franchise wurde Lauren Jackson für das WNBA All-Star Game 2001 nominiert. Beim darauffolgenden WNBA All-Star Game 2002 wurde Sue Bird als erste Storm-Spielerin von den Fans in die Startformation gewählt. Beim WNBA All-Star Game 2003 standen mit Jackson und Bird zum ersten Mal zwei Spielerinnen des Franchise in der Startformation. Diese Marke wurde beim WNBA All-Star Game 2009 übertroffen, als mit Bird, Jackson und Swin Cash gleich drei Storm-Spielerinnen in die Startformation gewählt wurden.
Cash wurde beim WNBA All-Star Game 2009 als bisher einzige Spielerin des Franchise zur wertvollsten Spielerin des All-Star Games gewählt. Beim WNBA All-Star Game 2011 wurde sie zum zweiten Mal in Folge zur besten Spielerin gewählt.

### Saisonübersicht
Abkürzungen: Sp. = Spiele, S = Siege, N = Niederlagen
| Saison | Sp. | S   | N   | Siege in % | Platz                  | Playoffs |
| 2000   | 32  | 6   | 26  | 18,8       | 8., Western Conference | nicht qualifiziert |
| 2001   | 32  | 10  | 22  | 31,3       | 8., Western Conference | nicht qualifiziert |
| 2002   | 32  | 17  | 15  | 53,1       | 4., Western Conference | Niederlage in den Conference Semifinals, 0:2 (Los Angeles Sparks)                                                                                    |
| 2003   | 34  | 18  | 16  | 52,9       | 5., Western Conference | nicht qualifiziert |
| 2004   | 34  | 20  | 14  | 58,8       | 2., Western Conference | Sieg in den Conference Semifinals, 2:0 (Minnesota Lynx) Sieg in den Conference Finals, 2:1 (Sacramento Monarchs) WNBA-Meister, 2:1 (Connecticut Sun) |
| 2005   | 34  | 20  | 14  | 58,8       | 2., Western Conference | Niederlage in den Conference Semifinals, 1:2 (Houston Comets)                                                                                        |
| 2006   | 34  | 18  | 16  | 52,9       | 4., Western Conference | Niederlage in den Conference Semifinals, 1:2 (Los Angeles Sparks)                                                                                    |
| 2007   | 34  | 17  | 17  | 50,0       | 4., Western Conference | Niederlage in den Conference Semifinals, 0:2 (Phoenix Mercury)                                                                                       |
| 2008   | 34  | 22  | 12  | 64,7       | 2., Western Conference | Niederlage in den Conference Semifinals, 1:2 (Los Angeles Sparks)                                                                                    |
| 2009   | 34  | 20  | 14  | 52,9       | 2., Western Conference | Niederlage in den Conference Semifinals, 1:2 (Los Angeles Sparks)                                                                                    |
| 2010   | 34  | 28  | 6   | 82,4       | 1., Western Conference | Sieg in den Conference Semifinals, 2:0 (Los Angeles Sparks) Sieg in den Conference Finals, 2:0 (Phoenix Mercury) WNBA-Meister, 3:0 (Atlanta Dream)   |
| 2011   | 34  | 21  | 13  | 61,8       | 2., Western Conference | Niederlage in den Conference Semifinals, 1:2 (Phoenix Mercury)                                                                                       |
| 2012   | 34  | 16  | 18  | 47,1       | 4., Western Conference | Niederlage in den Conference Semifinals, 1:2 (Minnesota Lynx)                                                                                        |
| 2013   | 34  | 17  | 17  | 50,0       | 4., Western Conference | Niederlage in den Conference Semifinals, 0:2 (Minnesota Lynx)                                                                                        |
| 2014   | 34  | 12  | 22  | 35,3       | 5., Western Conference | nicht qualifiziert |
| 2015   | 34  | 10  | 24  | 29,4       | 5., Western Conference | nicht qualifiziert |
| 2016   | 34  | 16  | 18  | 47,1       | 3., Western Conference | Niederlage in der 1. Runde, 0:1 (Atlanta Dream) |
| 2017   | 34  | 15  | 19  | 44,1       | 5., Western Conference | Niederlage in der 1. Runde, 0:1 (Phoenix Mercury) |
| 2018   | 34  | 26  | 8   | 76,5       | 1., Western Conference | Sieg in den WNBA Semifinals, 3:2 (Phoenix Mercury) WNBA-Meister, 3:0 (Washington Mystics)                                                            |
| 2019   | 34  | 18  | 16  | 52,9       | 3., Western Conference | Sieg in der 1. Runde, 1:0 (Minnesota Lynx) Niederlage in der 2. Runde, 0:1 (Los Angeles Sparks)                                                      |
| 2020   | 22  | 18  | 4   | 81,8       | 2., Western Conference | Sieg in den WNBA Semifinals, 3:0 (Minnesota Lynx) WNBA-Meister, 3:0 (Las Vegas Aces)                                                                 |
| 2021   | 32  | 21  | 11  | 65,6       | 3., Western Conference | Niederlage in der 2. Runde, 0:1 (Phoenix Mercury) |
| 2022   | 36  | 22  | 14  | 61,1       | 2., Western Conference | Sieg in der 1. Runde, 2:0 (Washington Mystics) Niederlage in den WNBA Semifinals, 1:3 (Las Vegas Aces)                                               |
| 2023   | 40  | 9   | 31  | 22,5       | 6., Western Conference | nicht qualifiziert |
| 2024   | 40  | 25  | 15  | 62,5       | 3., Western Conference | Niederlage in der 2. Runde, 0:2 (Las Vegas Aces) |
| Gesamt | 844 | 444 | 400 | 52,6       |                        | 19 Playoff-Teilnahmen in 25 Saisons 27 Serien: 12 Siege, 15 Niederlagen 66 Spiele: 35 Siege, 31 Niederlagen (53,0 %)                                 |

### Rekorde
Im Folgenden werden ausgewählte Rekorde von Spielerinnen des Franchises sowohl über die gesamte Karriere als auch in einem einzelnen Spiel aufgeführt.

#### Karriere
|                        | Name           | Anzahl                     |
| Meiste Spiele          | Sue Bird       | 508 (in 16 Spielzeiten)    |
| Meiste Minuten         | Sue Bird       | 16.173 (in 16 Spielzeiten) |
| Meiste Punkte          | Sue Bird       | 6.154                      |
| Meiste Rebounds        | Lauren Jackson | 2.447                      |
| Meiste Assists         | Sue Bird       | 2.831                      |
| Meiste Steals          | Sue Bird       | 652                        |
| Meiste geblockte Würfe | Lauren Jackson | 586                        |

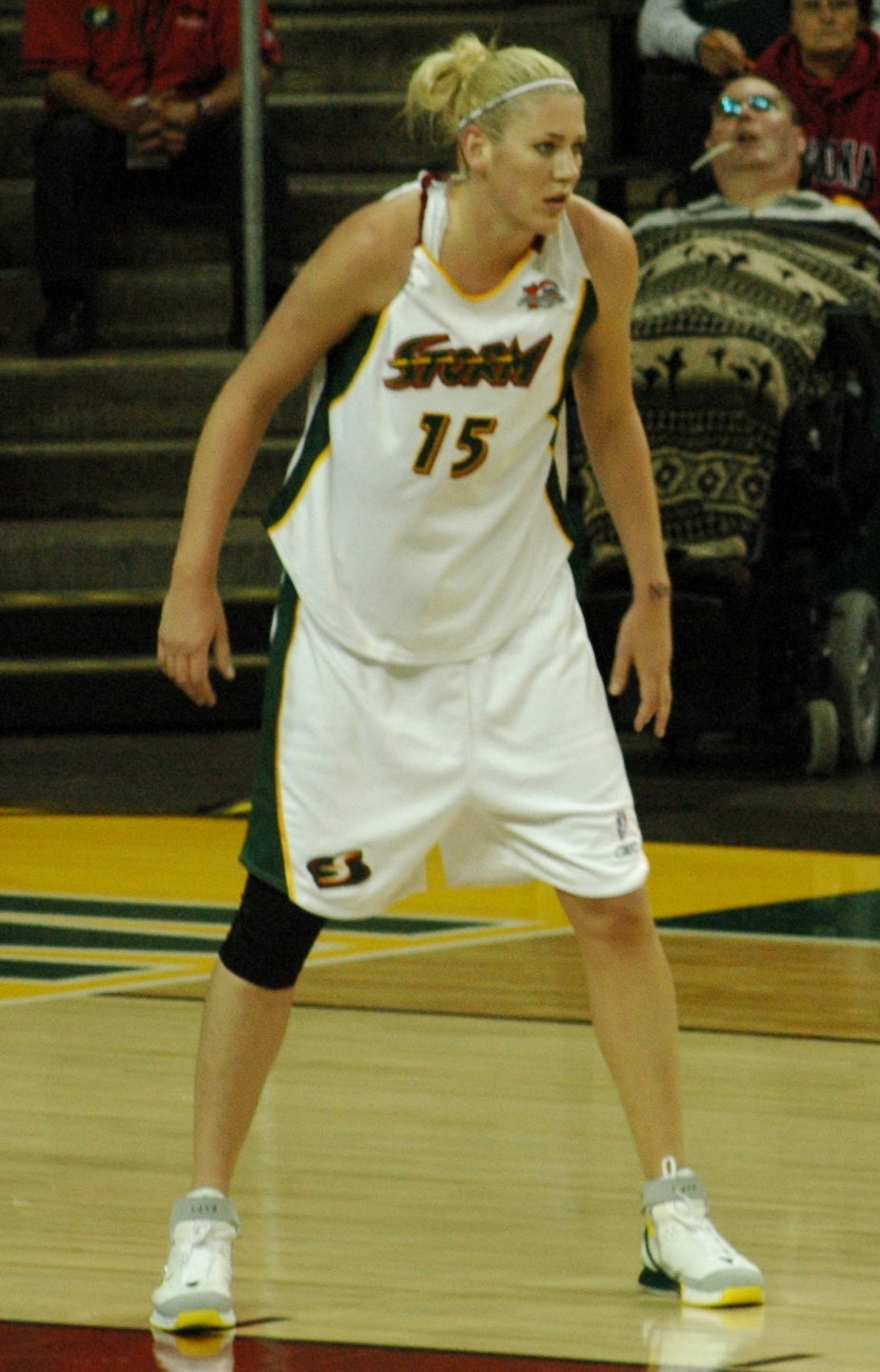
Lauren Jackson hält diverse Franchise-Rekorde

Stand nach Ende der regulären Saison 2018

#### Spiel
|                        | Name           | Anzahl       | Saison |
| Meiste Minuten         | Lauren Jackson | 55:00 (4 OT) | 2001   |
| Meiste Punkte          | Lauren Jackson | 47 (1 OT)    | 2007   |
| Meiste Rebounds        | Lauren Jackson | 20           | 2003   |
| Meiste Assists         | Sue Bird       | 14           | 2006   |
| Meiste Steals          | Sue Bird       | 7            | 2006   |
| Meiste geblockte Würfe | Lauren Jackson | 8            | 2002   |

Stand nach Ende der regulären Saison 2016

## Besitzer
| Eigentümer                            | Vorsitzende    | Zeitraum      |
| The Ackerley Group                    | Barry Ackerley | 1999 bis 2001 |
| The Basketball Club of Seattle, LLC   | Howard Schultz | 2001 bis 2006 |
| The Professional Basketball Club, LLC | Clay Bennett   | 2006 bis 2008 |
| Force 10 Hoops, LLC                   | Dawn Trudeau   | seit 2008     |

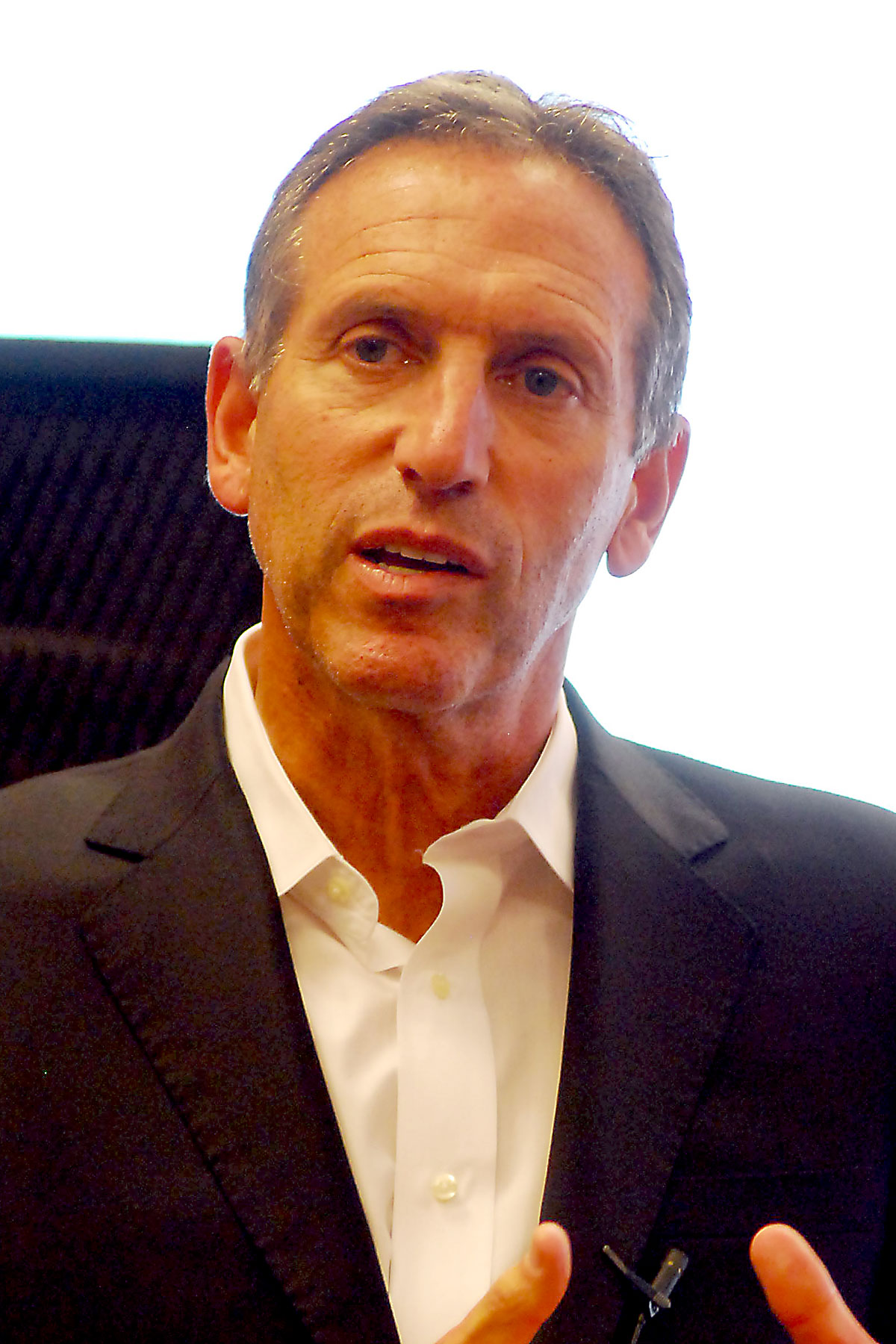
Howard Schultz

Der erste Besitzer des Seattle Storm war The Ackerley Group, die zu diesem Zeitpunkt auch die Besitzer der Seattle SuperSonics war. Die Unternehmensgruppe, angeführt von Barry Ackerley, nutzte die Bewerbung für ein WNBA-Franchise, um einen neuen Mietvertrag mit der Stadt Seattle für die KeyArena abzuschließen. Nach nur einer Saison in der WNBA wechselte das Franchise erstmals den Besitzer. Anfang 2001 kaufte The Basketball Club of Seattle, LLC, eine Investmentgruppe rund um Howard Schultz, das Franchise gemeinsam mit den Seattle SuperSonics für 200 Millionen Dollar. The Basketball Club of Seattle, LLC bestand aus insgesamt zehn Investoren, wobei Schultz Mehrheitseigentümer war und den Posten des Vorsitzenden übernahm.
Aufgrund von Verlusten in Millionenhöhe, einer unattraktiven und renovierungsbedürftigen Spielstätte sowie einem zu teueren Mietvertrag entschieden sich die Eigentümer 2006 die beiden Basketballfranchises für 350 Millionen Dollar an The Professional Basketball Club LLC, einer Eigentümergruppe aus Oklahoma City, zu verkaufen. Clay Bennett, Vorsitzender der Eigentümergruppe, forderte nach dem Kauf des Franchise eine Unterstützung von der Stadt Seattle für den Bau einer neuen Arena, sonst werde er die beiden Basketball-Franchises umsiedeln. Da sich die Stadt und Bennett nicht einigten, gab er im November 2007 bekannt, dass die Seattle SuperSonics nach Oklahoma City übersiedeln werden. Über den Verbleib des Storm in Seattle äußerte er sich vorerst nur so weit, dass das Franchise zumindest die Saison 2008 noch in Seattle verbringen würde.
Noch vor Beginn der Saison 2008 erwarb die Force 10 Hoops LLC, eine Eigentümergruppe rund um drei lokale Geschäftsfrauen, die Rechte an dem Seattle Storm für zehn Millionen Dollar und sicherte somit den Verbleib des Franchise in Seattle. Am 28. Februar 2008 stimmte die WNBA dem Verkauf zu, wodurch Seattle Storm das sechste unabhängige Franchise der Liga wurde. Die drei Hauptakteure der Eigentümergruppe sind Dawn Trudeau, derzeitige Vorsitzende der Organisation, Lisa Brummel und Ginny Gilder.

## Trainer
| Name                               | Saison        | Reguläre Saison | Reguläre Saison | Reguläre Saison | Playoffs | Playoffs | Playoffs |
| Name                               | Saison        | GC              | W               | L               | GC       | W        | L        |
| Lin Dunn                           | 2000 bis 2002 | 96              | 33              | 63              | 2        | 0        | 2        |
| Anne Donovan                       | 2003 bis 2007 | 170             | 93              | 77              | 18       | 8        | 10       |
| Brian Agler                        | 2008 bis 2014 | 136             | 91              | 45              | 16       | 10       | 6        |
| Jenny Boucek                       | 2015 bis 2017 | 94              | 36              | 58              | 1        | 0        | 1        |
| Gary Kloppenburg (Interimstrainer) | 2017          | 8               | 5               | 3               | 1        | 0        | 1        |
| Dan Hughes                         | 2018 bis 2019 | 68              | 44              | 24              | 10       | 7        | 3        |
| Gary Kloppenburg a                 | 2020          | 22              | 18              | 4               | 7        | 6        | 0        |
| Dan Hughes                         | 2021          | 6               | 5               | 1               | 0        | 0        | 0        |
| Noelle Quinn                       | seit 2021     | 142             | 74              | 68              | 9        | 3        | 6        |

Abkürzungen: GC = Spiele, W = Siege, L = Niederlagen
Seattle Storm begann seine Premierensaison mit Lin Dunn auf der Trainerbank. Das Franchise war zu dieser Zeit eines von wenigen, die den Posten des Cheftrainers mit einer Frau besetzten. Obwohl sich die Mannschaft unter ihrer Führung von Saison zu Saison verbesserte, verließ sie das Team nach der Saison 2002. Unter ihrer Leitung wurden die beiden Franchise-Spielerinnen Lauren Jackson (2001) und Sue Bird (2002) im WNBA Draft ausgewählt. Zudem führte Dunn 2002 das Franchise erstmals in ihrer Geschichte in die Playoffs.
Nach dem Abgang von Dunn übernahm zur Saison 2003 mit dem Hall-of-Fame-Mitglied Anne Donovan erneut eine Frau den Posten des Cheftrainers. In der Saison 2004 gewann sie als erste weibliche Cheftrainerin in der Geschichte der WNBA eine Meisterschaft. Trotz guter Leistungen in den darauffolgenden Saisons, blieb dies der einzige Meisterschaftsgewinn unter ihr. Nach der Saison 2007 löste sie ihren noch laufenden Vertrag auf.
Am 8. Januar 2008 folgte die Verpflichtung von Brian Agler als erster männlicher Cheftrainer des Franchise. Unter der Führung von Agler beendeten das Franchise 2010 die reguläre Saison erstmals als beste Mannschaft der Liga, mit 28 Siegen in 34 Spielen. Für diese herausragende Leistung wurde er als erster Trainer des Franchise zum besten Trainer des Jahres gewählt. In den Playoffs verlor Seattle kein einziges Spiel, wodurch Agler die Mannschaft zum ersten Titel seit 2004 führen konnte (dem zweiten überhaupt). Am 18. November 2011 wurde sein Vertrag bis 2015 verlängert.

## Spielerinnen

### Kader der Saison 2023
Stand: 21. Mai 2023
| Nr. | Land               | Name                    | Position | Geburtsdatum | Erfahrung in WNBA | College                     |
| --- | ------------------ | ----------------------- | -------- | ------------ | ----------------- | --------------------------- |
| 0   | Kanada             | Kia Nurse               | Guard    | 22.02.1996   | 4 Saisons         | University of Connecticut   |
| 3   | Vereinigte Staaten | Kaila Charles           | Guard    | 23.03.1998   | 3 Saisons         | University of Maryland      |
| 6   | Australien         | Kate Melbourne          | Guard    | 18.08.2002   | Rookie            | –                           |
| 11  | Puerto Rico        | Arella Guirantes        | Guard    | 15.10.1997   | 1 Saison          | Rutgers University          |
| 12  | Kamerun            | Dulcy Fankam Mendjiadeu | Center   | 26.07.1999   | Rookie            | University of South Florida |
| 13  | Australien         | Ezi Magbegor            | Center   | 13.08.1999   | 3 Saisons         | –                           |
| 18  | Kroatien           | Ivana Dojkić            | Guard    | 24.12.1997   | Rookie            | –                           |
| 21  | Vereinigte Staaten | Mercedes Russell        | Center   | 27.07.1995   | 5 Saisons         | University of Tennessee     |
| 22  | Vereinigte Staaten | Yvonne Turner           | Guard    | 13.10.1987   | 4 Saisons         | University of Nebraska      |
| 23  | Vereinigte Staaten | Jordan Horston          | G/F      | 21.05.2001   | Rookie            | University of Tennessee     |
| 24  | Vereinigte Staaten | Jewell Loyd             | Guard    | 05.10.1993   | 8 Saisons         | University of Notre Dame    |
| 32  | Australien         | Sami Whitcomb           | Guard    | 20.07.1988   | 6 Saisons         | University of Washington    |

#### WNBA-Meistermannschaften
(Teilnahme an mindestens einem Playoff-Spiel)
| WNBA Meister 2004 | Guards: Betty Lennox (Finals MVP), Sue Bird, Tully Bevilaqua, Michelle Greco Guard-Forwards: Sheri Sam Forwards: Alicia Thompson, Adia Barnes Forward-Center: Lauren Jackson, Kamila Vodichkova Center: Janell Burse, Simone Edwards Cheftrainer: Anne Donovan                                                              |
| WNBA Meister 2010 | Guards: Sue Bird, Alison Lacey, Tanisha Wright Guard-Forwards: Swetlana Abrossimowa Forwards: Swin Cash, Camille Little, Jana Veselá, Le'coe Willingham Forward-Centers: Lauren Jackson (Finals MVP) Center: Ashley Robinson Cheftrainer: Brian Agler General Manager: Karen Bryant                                         |
| WNBA Meister 2018 | Guards: Sue Bird, Jordin Canada, Jewell Loyd, Noelle Quinn, Mercedes Russell Guard-Forwards: Sami Whitcomb Forwards: Alysha Clark, Natasha Howard, Kaleena Mosqueda-Lewis, Breanna Stewart (Finals MVP) Forward-Centers: Crystal Langhorne Center: Courtney Paris Cheftrainer: Dan Hughes General Manager: Alisha Valavanis |

### Erstrunden-Wahlrechte beim WNBA Draft
| Name               | Jahr | Draft-Position |
| ------------------ | ---- | -------------- |
| Kamila Vodičková   | 2000 | 9.             |
| Lauren Jackson     | 2001 | 1.             |
| Sue Bird           | 2002 | 1.             |
| Jung Sun-Min       | 2003 | 8.             |
| Tanisha Wright     | 2005 | 12.            |
| Barbara Turner     | 2006 | 11.            |
| Katie Gearlds      | 2007 | 7.             |
| Ashley Walker      | 2009 | 12.            |
| Alison Lacey       | 2010 | 10.            |
| Krystal Thomas     | 2011 | 12.            |
| Shekinna Stricklen | 2012 | 2.             |

| Name                   | Jahr | Draft-Position |
| ---------------------- | ---- | -------------- |
| Tianna Hawkins         | 2013 | 6.             |
| Bria Hartley           | 2014 | 7.             |
| Jewell Loyd            | 2015 | 1.             |
| Kaleena Mosqueda-Lewis | 2015 | 3.             |
| Breanna Stewart        | 2016 | 1.             |
| Jordin Canada          | 2018 | 5.             |
| Ezi Magbegor           | 2019 | 12.            |
| Kitija Laksa           | 2020 | 11.            |
| Aaliyah Wilson         | 2021 | 11.            |
| Jordan Horston         | 2023 | 9.             |

Seit der Gründung des Teams vor der Saison 2000 hatte der Klub in 24 Saisons 21 Draftrechte in der ersten Runde des WNBA Drafts. Viermal hatten die Storm aufgrund von Trades keinen Draft-Pick in der ersten Runde (2004, 2008, 2017 und 2022). Im WNBA Draft 2015 konnten zum bisher einzigen Mal zwei Spielerinnen in der ersten Runde des Drafts ausgewählt werden.
Das Team aus Washington konnte bisher viermal die erste Spielerin im Draft auswählen. Dies ist die höchste Zahl für ein Team in der WNBA. Jewell Loyd und Breanna Stewart konnten zwei Top-Draftpicks die in sie gesteckten Erwartungen erfüllen und wurden nach ihren ersten Saisons in den Jahren 2015 und 2016 in der WNBA jeweils zum besten Neuling des Jahres gewählt. Die beiden anderen Top-Draft-Picks konnten diese Ehrung nicht erringen. Überraschenderweise waren dies die beiden langjährigen Stars der Storm, Lauren Jackson und Sue Bird, die diese Ehrung nicht erhielten.
In der Saison 2017 standen mit Jewell Loyd, Kaleena Mosqueda-Lewis und Breanna Stewart noch drei von dem Team in der ersten Runde des Drafts ausgewählten Spielerinnen im Kader des Klubs.

### Nicht mehr vergebene Trikotnummern
| Nicht mehr vergebene Trikotnummern | Nicht mehr vergebene Trikotnummern | Nicht mehr vergebene Trikotnummern | Nicht mehr vergebene Trikotnummern | Nicht mehr vergebene Trikotnummern |
| Nr.                                | Name                               | Land                               | Position                           | Spielzeit                          |
| ---------------------------------- | ---------------------------------- | ---------------------------------- | ---------------------------------- | ---------------------------------- |
| 15                                 | Lauren Jackson                     | Australien                         | Power Forward/Center               | 2001–2012                          |
| 10                                 | Sue Bird                           | Vereinigte Staaten                 | Point Guard                        | 2002–2022                          |

### Mitglieder der Women’s Basketball Hall of Fame
| Storms-Spieler und -Trainer in der Hall of Fame | Storms-Spieler und -Trainer in der Hall of Fame | Storms-Spieler und -Trainer in der Hall of Fame | Storms-Spieler und -Trainer in der Hall of Fame | Storms-Spieler und -Trainer in der Hall of Fame | Storms-Spieler und -Trainer in der Hall of Fame |
| Spieler                                         | Spieler                                         | Spieler                                         | Spieler                                         | Spieler                                         | Spieler                                         |
| Nr.                                             | Name                                            | Land                                            | Position                                        | Spielzeit                                       | Aufnahme                                        |
| ----------------------------------------------- | ----------------------------------------------- | ----------------------------------------------- | ----------------------------------------------- | ----------------------------------------------- | ----------------------------------------------- |
| 2                                               | Swin Cash                                       | Vereinigte Staaten                              | Forward                                         | 2008–2011                                       | 2021                                            |
| 15                                              | Lauren Jackson                                  | Australien                                      | Power Forward/Center                            | 2001–2012                                       | 2021                                            |
| Trainer                                         |                                                 |                                                 |                                                 |                                                 |                                                 |
| Name                                            | Name                                            | Land                                            | Position                                        | Zeitraum                                        | Aufnahme                                        |
| Anne Donovan                                    | Anne Donovan                                    | Vereinigte Staaten                              | Head Coach                                      | 2003–2006                                       | 1999 1                                          |

Anmerkungen

### Bekannte ehemalige Spielerinnen
(Teamzugehörigkeit und Position in Klammern)
| - Swin Cash (2008–2011, Forward) Während ihrer Zeit in Seattle wurde sie mehrmals in die Startformation des All-Star Teams gewählt. Zudem hatte sie großen Anteil am Gewinn der zweiten Meisterschaft in der Saison 2010. | - Yolanda Griffith (2008, Center) Ihre letzte volle WNBA-Saison spielte die wertvollste Spielerin der Saison 1999 für den Klub. | - Betty Lennox (2004–2007, Guard/Forward) 2004 konnte Seattle zum ersten Mal eine Meisterschaft gewinnen. In den Finals wurde die US-Amerikanerin zum Finals MVP ernannt. | - Sheryl Swoopes (2008, Forward) Nach vier Meistertiteln mit den Houston Comets sowie drei Most Valuable Player Awards beendete sie 2008 ihre langjährige Karriere in der WNBA in Seattle. |

## Diverses

### Teamname und Logo

Logo des Storm bis 2016

Am 6. Januar 2000 präsentierte das Franchise den Teamnamen Storm der Öffentlichkeit. Der Name des Franchise bezieht sich auf das regnerische Wetter von Seattle.
Das Logo des Seattle Storm, das am 19. Januar 2000 präsentiert wurde, beinhaltet einige typische Elemente von Seattle, so ist beispielsweise das Space Needle ein Teil des Logos. Weitere Elemente des Logos sind eine Wolke und der Buchstabe S im Wort Storm ist als Blitz dargestellt, was sich ebenfalls auf das Wetter in Seattle bezieht.
Im Januar 2016 veröffentlichte das Team eine überarbeitete Version des Logos in der auf die Farben rot und bronze verzichtet wurde. Außerdem wurde das Gelb heller gestaltet. Unter anderem als Aufdruck für die Jerseys wurde eine vereinfachte Version des neuen Logos entwickelt, welche den Buchstabe S aus dem Hauptlogo auf einem dunkelgrünen Oval zeigte. Dieses alternative Logo wurde unregelmäßig bis 2020 verwendet.
Im März 2021 wurden ein komplett neues Logo und neue Teamfarben vorgestellt. Das neue Logo zeigt nun die Space Needle in minimalisierter Form, welche mit den typischen Linien eines Basketballs verbunden ist und einen kleinen Blitz beinhaltet. Unterhalb des Turms steht in schlankerer, moderner Schriftart der Teamname und das neue Farbschema aus Dunkelgrün, Gelb und Hellgrün wird verwendet. Das Logo hat eine spitze Form, die an den Mount Rainier erinnern soll.

### Maskottchen
Doppler, eine weinrote Kreatur mit einem Anemometer auf seinen Kopf, ist seit 2000 das Maskottchen des Teams. Das Maskottchen wurde am 1. Juni 2000 beim ersten Heimspiel der Storm der Öffentlichkeit vorgestellt. Doppler tritt nicht nur bei den Heimspielen der Storm auf, sondern auch im Laufe des Jahres bei Veranstaltungen jeglicher Art (Geburtstagsfeiern, Schulen, Paraden etc.).

### Sponsoring

Logo der Websuchmaschine Bing

Am 1. Juni 2009 gaben Donna Orender, damalige Präsidentin der WNBA, und David Stern, Präsident der NBA, bekannt, dass die Phoenix Mercury einen mehrjährigen Sponsorvertrag mit LifeLock abgeschlossen haben. Damit befand sich erstmals ein Sponsor auf einem Trikot und dem Basketballfeld einer WNBA-Mannschaft. Auch die Los Angeles Sparks spielten in der Saison 2009 erstmals mit einem Hauptsponsor auf dem Trikot.
Am 21. April 2010 verkündete die Klubführung, dass sie einen längerfristigen Sponsorvertrag mit Microsoft abgeschlossen hat. Diese Vereinbarung sichert laut Karen Bryant, damalige CEO und General Manager der Storm, dem Franchise Einnahmen von über einer Million Dollar. Im Gegenzug befindet sich seit 2010 mit Bing, einer Websuchmaschine von Microsoft, erstmals ein Sponsor auf den Trikots des Klubs. Das Logo ersetzt dabei den Platz des Team-Logos, welches sich jetzt neben dem Logo des Ausrüsters befindet und auch ungefähr dessen Größe besitzt. Das Logo der Websuchmaschine wird jedoch nicht nur auf den Trikots der Mannschaft verwendet, sondern taucht auch auf der Trainingsbekleidung der Spielerinnen, sowie auf Werbebanden in der KeyArena, als auch bei karitativen Veranstaltung des Franchise auf.

### Medienpräsenz
Fernsehpartner des Seattle Storm ist King TV, der die Spiele des Franchise über die lokalen Sender KONG TV oder Universal Sports ausstrahlt. Zudem sind alle Spiele der Storm über den Radiosender KPTK AM 1090, Teil des CBS-Konzerns, zu empfangen.
Darüber hinaus werden ausgewählte Spiele der WNBA über die Sender ABC, ESPN, ESPN2 und NBA TV landesweit ausgestrahlt. Für die Zuschauer bietet sich zudem die Möglichkeit mittels WNBA LiveAccess, einer Online-Plattform von WNBA.com, alle Saisonspiele über das Internet zu verfolgen.
In der Saison 2012 werden insgesamt fünf Spiele des Seattle Storm über ESPN2 landesweit ausgestrahlt.

### Rivalitäten
Das Franchise pflegt Rivalitäten zu den Phoenix Mercury und den Los Angeles Sparks. Beide Rivalitäten entstanden durch mehrfache Begegnungen in den Playoffs, so traf der Klub nach der regulären Saison bisher insgesamt fünf Mal auf die Sparks, wobei sie davon nur eine Begegnung gewinnen konnten. Zudem traf er zwischen 2007 und 2011 in den Playoffs drei Mal auf die Mercury, die davon zwei Serien für sich entschieden.